# Bitwa pod Arras (1914)
Bitwa pod Arras – stoczona w dniach 2–9 października 1914 roku pomiędzy wojskami francuskimi a niemieckimi podczas tzw. „Marszu ku Morzu” podczas I wojny światowej.
Dowództwo francuskie w rejonie Arras formowało nową 10 Armię. W końcu września główne działania bojowe szły nad rzeką Scarpe w rejonie Arras i Lens. 29 i 30 września dowództwo francuskie przerzuciło w rejon Arras nowo sformowaną 10 Armię (10 i 11 Korpus, jedna Dywizja Piechoty i dwie Dywizje Terytorialne). Niemcy w tym rejonie dysponowali dwoma Korpusami Kawalerii pod dowództwem gen. Georga von der Marwitza. Za Korpusami w rejonie Combles Niemcy mieli ześrodkowany 4 Korpus Armijny Gwardii. Między tymi siłami 2 października 1914 roku zawiązały się zacięte walki. Walki rozpoczęły się w rejonie Doue i rozprzestrzeniały się w kierunku północnym. Dowództwo niemieckie po rozpoznaniu, że przed frontem ich nacierających związków taktycznych pod Arras znajdują się nowo sformowane siły Francuzów, skierowało swoją konnicę na północ. Konnica niemiecka już 3 października wyszła w rejonie Lens, wycieśniając Francuzów. Inne kawaleryjskie dywizje niemieckie 6 października skoncentrowały się w rejonie Lille dochodząc do Koutre na rzece Leie. 9 października 1914 roku walki w rejonie Arras zakończyły się, przenosząc się na inne odcinki frontu. Niemcy nacierali dalej w kierunku belgijskiej Flandrii i wybrzeża.